# Museum of Jurassic Technology

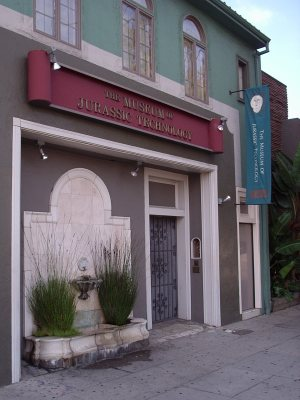
Eingang zum Museum of Jurassic Technology am Venice Boulevard in Los Angeles

Das Museum of Jurassic Technology wurde 1989 gegründet und befindet sich in Los Angeles. Es präsentiert in Anlehnung an das Konzept der Wunderkammer eine Mischung von meist fiktiven Naturalien oder von Objekten aus Randgebieten der Kunst und Wissenschaft. Von seinem Gründer David Wilson als Hommage an das Museum verstanden, wird es oft als künstlerische Installation, Superfiction oder als Institutions- bzw. Wissenschaftskritik interpretiert.
Das Museum of Jurassic Technology, das nach eigenen Angaben mehr als 23.000 Besucher im Jahr zählt, betreibt zusammen mit der Society for the Diffusion of Useful Information ein eigenes Publikationsprogramm und hat im Karl-Ernst-Osthaus-Museum in Hagen eine Filiale. Die MacArthur Foundation zeichnete David Wilson 2001 für seine Arbeit mit der Ernennung zum Fellow aus.

## Museumskonzept
Form und Inhalt des Museum of Jurassic Technology legen den Vergleich mit postmoderner Konzeptkunst nahe. Ähnlich der künstlerischen Spurensicherung stellt es großenteils fiktive archäologische oder historische Gegenstände aus, die mittels der Suggestion von natur- und geschichtswissenschaftlicher Aufbereitung eine Auseinandersetzung des Betrachters mit Objektivität und institutioneller Autorität (die bei Museen besonders stark zum Tragen kommen) bewirken. Bereits Name und thematische Ausrichtung des Museums weisen darauf hin: Gemäß eigener Darstellung dient es „als Bildungseinrichtung der Förderung des Wissens und der öffentlichen Wertschätzung des Unteren Juras“. Es versorge einerseits „die akademischen Gemeinschaft mit einem spezialisierten Bestand von Relikten und Artefakten des Unteren Juras, mit dem Schwerpunkt auf solche, die unübliche und ausgefallene technische Eigenarten aufweisen“. Anderseits ermögliche es „der breiten Öffentlichkeit die unmittelbare Erfahrung des Lebens im Jura“.
− Dies ist wissenschaftlich unsinnig, da die geologische Epoche des Jura vor 145 Millionen Jahren endete und somit lange vor dem Auftreten des Menschen und der Entwicklung erster technischer Gerätschaften lag.
Die meisten Exponate offenbaren sich schnell als Fabrikate, doch ist in vielen Fällen auch ein realer Hintergrund zu finden (wie bei Ameisen, die durch Pilzsporen bei lebendigem Leib aufgezehrt werden), und es gibt Objekte, die – allerdings kaum bekannten – Randgebieten von Kunst und Wissenschaft (zum Beispiel Mikrominiaturen) entstammen, so dass sich nicht leicht ein allgemeines Urteil über die tatsächliche Seriosität der Ausstellung geben lässt. Die abwegigen Zuschreibungen und verwirrenden Erklärungen (etwa eine Landkarte Ägyptens mit der Betitelung Jurassic) folgen Methoden der Metafiktion und des wissenschaftlichen Witzes; mittels des bewussten Gebrauchs von Ironie und Selbstreflexion thematisieren sie offen das Viel- und Uneindeutige sowie die Konstruktion von Realität. Die assoziative Mischung naturwissenschaftlicher und künstlerischer Objekte bedeutet eine ästhetische Anlehnung an das frühneuzeitliche Sammlungskonzept der Wunderkammer und verweist dadurch auf die geschichtliche Dimension des Museums. Die Motivation des Staunens und Wunderns, die den Wunderkammern eigen waren, ist als Erzeugung von Affekten und daraus folgend Kreativität allerdings wieder Teil postmoderner Leitideen und auch ein deklariertes Ziel des Museum of Jurassic Technology.